# Чернедія
Чернедія (рум. Cernădia) — село у повіті Горж в Румунії. Входить до складу комуни Бая-де-Ф'єр.
Село розташоване на відстані 204 км на північний захід від Бухареста, 38 км на північний схід від Тиргу-Жіу, 95 км на північ від Крайови.

## Населення
За даними перепису населення 2002 року у селі проживали 855 осіб, з них 852 особи (99,6%) румунів. Усі жителі села рідною мовою назвали румунську.